# Liste der denkmalgeschützten Objekte in Karlstetten
Die Liste der denkmalgeschützten Objekte in Karlstetten enthält die 11 denkmalgeschützten, unbeweglichen Objekte der Gemeinde Karlstetten.

## Denkmäler
| Foto |                 | Denkmal                                                                       | Standort                                           | Beschreibung | Metadaten |
| ---- | --------------- | ----------------------------------------------------------------------------- | -------------------------------------------------- | --- | --- |
| BW   | Datei hochladen | Befestigte Höhensiedlung Türkenschanze HERIS-ID: 90320 Objekt-ID: 105005      | Föhrenleithen Standort KG: Hausenbach              | Die sogenannte Türken- oder Schwedenschanze ist eine monumentale prähistorische Ringwallanlage. Sie liegt im Waldgebiet nördlich des Ortes Hausenbach und erstreckt sich über die Katastralgemeinden Heitzing und Hausenbach. | BDA-Hist.: Q37746524 Status: Bescheid Stand der BDA-Liste: 2025-06-30 Name: Befestigte Höhensiedlung Türkenschanze GstNr.: 243, 250 |
| ja   | Datei hochladen | Hochburg Hausenbach HERIS-ID: 32323 Objekt-ID: 29400                          | Hausenbach 7 Standort KG: Hausenbach               | Die erste gesicherte urkundliche Erwähnung der Burg Hausenbach ist aus 1237/1238 überliefert. Im 16. Jahrhundert wurde die romanische Anlage zu einem Renaissanceschloss umgebaut. Später wurde das Hauptgebäude entkernt und als Schüttkasten genutzt, weshalb die Innenausstattung nicht mehr vorhanden ist. Das äußere Erscheinungsbild, mit sechsgeschoßigem Wehrturm und langhausartig angebautem Palas, erinnert an eine mittelalterliche Kirche. | BDA-Hist.: Q37947339 Status: Bescheid Stand der BDA-Liste: 2025-06-30 Name: Hochburg Hausenbach GstNr.: 8 Burg Hausenbach |
| ja   | Datei hochladen | Forsthaus, Vorburg der ehem. Burg HERIS-ID: 32322 Objekt-ID: 29399            | Hausenbach 8 Standort KG: Hausenbach               | Die gegenüber den Hauptgebäuden etwas tiefer liegende Vorburg verfügt über einen 2½-geschoßigen Torturm mit Rundbogenportal und gewölbter Durchfahrt, der ursprünglich als einziger Zugang durch einen Wassergraben und eine Zugbrücke gesichert war. An den Turm schließt im Nordwesten ein lang gestreckter Wohntrakt und im Nordosten ein kleineres Nebengebäude an. Eine Rampe führt im Süden zur Hochburg. | BDA-Hist.: Q37947314 Status: Bescheid Stand der BDA-Liste: 2025-06-30 Name: Forsthaus, Vorburg der ehem. Burg GstNr.: 5/3 Burg Hausenbach |
| ja   | Datei hochladen | Bildstock HERIS-ID: 32339 Objekt-ID: 29417                                    | Standort KG: Hausenbach                            | Der zierliche Tabernakelbildstock auf oktogonalem Schaft mit einem Nischenaufsatz stammt vermutlich vom Ende des 16. Jahrhunderts. | BDA-Hist.: Q37947436 Status: § 2a Stand der BDA-Liste: 2025-06-30 Name: Bildstock GstNr.: 299 |
| ja   | Datei hochladen | Befestigte Höhensiedlung Türkenschanze HERIS-ID: 90318 Objekt-ID: 105003      | Föhrenleithen Standort KG: Heitzing                | Die sogenannte Türken- oder Schwedenschanze ist eine monumentale prähistorische Ringwallanlage. Sie liegt im Waldgebiet nördlich des Ortes Hausenbach und erstreckt sich über die Katastralgemeinden Heitzing und Hausenbach. | BDA-Hist.: Q37746488 Status: Bescheid Stand der BDA-Liste: 2025-06-30 Name: Befestigte Höhensiedlung Türkenschanze GstNr.: 1/1, 2/1, 2/3, 2/4, 2/5, 2/6, 3/1, 3/2, 4, 8/1, 8/2, 8/3, 8/4, 8/5, 8/6, 8/7, 8/8, 8/9, 8/10, 8/11, 8/12, 8/13, 8/14, 8/15, 8/16, 8/17, 8/18, 8/19, 8/20, 8/22, 9/2, 227 |
| ja   | Datei hochladen | Kath. Pfarrkirche hl. Ulrich und Friedhof HERIS-ID: 32326 Objekt-ID: 29403    | Hauptplatz 8 Standort KG: Karlstetten              | Die Pfarrkirche Karlstetten (Patrozinium: hl. Ulrich) ist ein spätbarocker, einschiffiger und vierjochiger Bau, der durch Platzlgewölbe zwischen Gurten eingewölbt ist. Der Chorschluss ist flach abgerundet. Der 48 Meter hohe Turm wurde 1770 errichtet und 1894 umgestaltet. Zur Ausstattung zählen ein klassizistischer Hochaltar von 1775 mit einem Bild des hl. Ulrich von 1833, ein handgeschmiedetes Speisgitter von 1832, zwei Seitenaltäre aus der Prandtauerkirche in St. Pölten, eine Orgel aus der Werkstätte Gregor Hradetzkys und zahlreiche sakrale Kunstgegenstände. | BDA-Hist.: Q37947362 Status: § 2a Stand der BDA-Liste: 2025-06-30 Name: Kath. Pfarrkirche hl. Ulrich und Friedhof GstNr.: 16, 2224 Pfarrkirche Karlstetten |
| ja   | Datei hochladen | Pfarrhof HERIS-ID: 32330 Objekt-ID: 29407                                     | Hauptplatz 13 Standort KG: Karlstetten             | | BDA-Hist.: Q37947379 Status: § 2a Stand der BDA-Liste: 2025-06-30 Name: Pfarrhof GstNr.: 52 |
| ja   | Datei hochladen | ehem. Schloss Karlstetten HERIS-ID: 32331 Objekt-ID: 29408                    | Schloßplatz 1 Standort KG: Karlstetten             | Der einzige erhaltene Teil des einst sehr weitläufigen Schlosses, das dreigeschoßige Haupthaus mit mittelalterlichem Kern und leicht L-förmigem Grundriss, wurde 1998 als Gemeindeamt adaptiert und erinnert in seinem Erscheinungsbild nicht mehr an die ursprüngliche Bestimmung. | BDA-Hist.: Q37947389 Status: Bescheid Stand der BDA-Liste: 2025-06-30 Name: ehem. Schloss Karlstetten GstNr.: 12/9 Schloss Karlstetten |
| ja   | Datei hochladen | Kath. Filialkirche hl. Leonhard und Kirchhof HERIS-ID: 32333 Objekt-ID: 29411 | Schaubing 999 Standort KG: Schaubing               | Filialkirche, umgeben von Kirchhofmauer mit Rundbogenportal. Gotische Saalkirche mit eingezogenem Chor und gemauertem Dachreiter, Innenraum 1711/12 barockisiert. | BDA-Hist.: Q37947397 Status: § 2a Stand der BDA-Liste: 2025-06-30 Name: Kath. Filialkirche hl. Leonhard und Kirchhof GstNr.: 127 Filialkirche Schaubing |
| ja   | Datei hochladen | Ortskapelle HERIS-ID: 32335 Objekt-ID: 29413                                  | Kapellenweg 4, in der Nähe Standort KG: Weyersdorf | Ein schlichter Bau aus dem Jahr 1902 mit einem vorgestellten Westturm. | BDA-Hist.: Q37947407 Status: § 2a Stand der BDA-Liste: 2025-06-30 Name: Ortskapelle GstNr.: .40 Ortskapelle Weyersdorf |
| ja   | Datei hochladen | Flur-/Wegkapelle HERIS-ID: 32337 Objekt-ID: 29415                             | Standort KG: Weyersdorf                            | Eine übergiebelte Wegkapelle mit Rundbogennische aus dem 18. Jahrhundert. | BDA-Hist.: Q37947417 Status: § 2a Stand der BDA-Liste: 2025-06-30 Name: Flur-/Wegkapelle GstNr.: 88/4 |